# دوروال

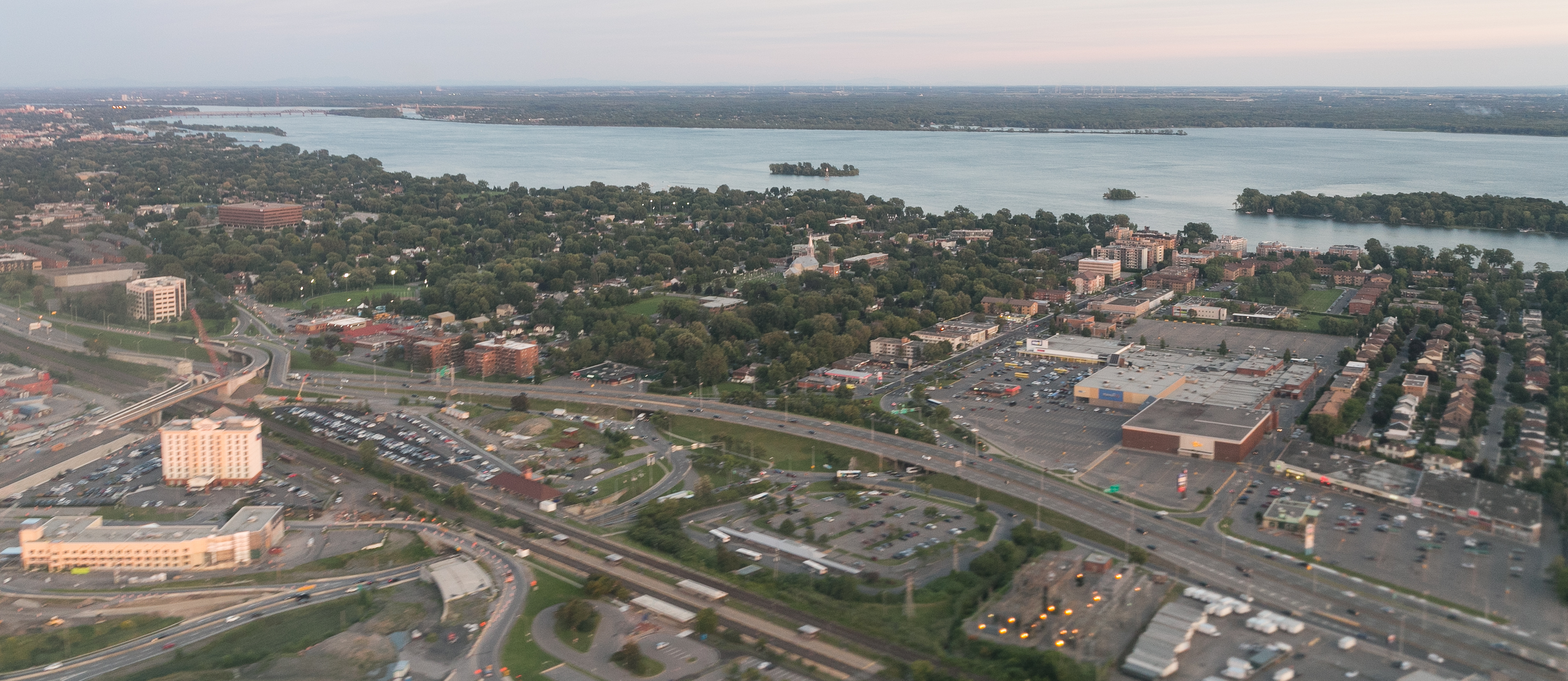
نمایی از شهرک دوروال در ناحیه مونترئال، کبک کانادا - ۲۰۱۷

دوروال (به فرانسوی: Dorval) شهرکی در ناحیه مونترئال در استان کبک کانادا است. در سرشماری سال ۲۰۱۱ این شهرک ۱۸٬۲۹۷ نفر جمعیت داشته‌است و مساحت آن ۲۰٫۶۴ کیلومتر مربع است.